# Atletiek op de Olympische Zomerspelen 2020 – 10000 meter mannen
De 10.000 meter voor mannen  op de Olympische Zomerspelen 2020 vond plaats op vrijdag 30 juli 2021 in het  Olympisch Stadion. 

## Records
Voorafgaand aan het toernooi waren dit het wereldrecord en het olympisch record.
| Wereldrecord     | Joshua Cheptegei | 26.11,00 | Valencia | 7 oktober 2020   |
| Olympisch record | Kenenisa Bekele  | 27.01,17 | Peking   | 17 augustus 2008 |

## Resultaten

### Finale
| Rang   | Naam                | Land | Tijd     | Bijz.  |
| ------ | ------------------- | ---- | -------- | ------ |
| Goud   | Selemon Barega      | ETH  | 27.43,22 |        |
| Zilver | Joshua Cheptegei    | UGA  | 27.43,63 | SB     |
| Brons  | Jacob Kiplimo       | UGA  | 27.43,88 |        |
| 4      | Berihu Aregawi      | ETH  | 27.46,16 |        |
| 5      | Grant Fisher        | USA  | 27.46,39 |        |
| 6      | Mohammed Ahmed      | CAN  | 27.47,76 | SB     |
| -      | Rodgers Kwemoi      | KEN  | 27.50,06 | doping |
| 7      | Yomif Kejelcha      | ETH  | 27.52,03 |        |
| -      | Rhonex Kipruto      | KEN  | 27.52,78 | doping |
| 8      | Morhad Amdouni      | FRA  | 27.53,58 | NR     |
| 9      | Yemaneberhan Crippa | ITA  | 27.54,05 | SB     |
| 10     | Aron Kifle          | ERI  | 28.04,06 |        |
| 11     | Carlos Mayo         | ESP  | 28.04,71 |        |
| 12     | Marc Scott          | GBR  | 28.09,23 |        |
| 13     | Woody Kincaid       | USA  | 28.11,01 |        |
| 14     | Joe Klecker         | USA  | 28.14,18 |        |
| 15     | Akira Aizawa        | JPN  | 28.18,37 | SB     |
| 16     | Isaac Kimeli        | BEL  | 28.31,91 |        |
| 17     | Patrick Tiernan     | AUS  | 28.35,06 | SB     |
| 18     | Weldon Langat       | KEN  | 28.41,42 |        |
| 19     | Julien Wanders      | SUI  | 28.55,29 | SB     |
| 20     | Tatsuhiko Ito       | JPN  | 29.01,31 |        |
| 21     | Kieran Tuntivate    | THA  | 29.01,92 |        |
|        | Sam Atkin           | GBR  | DNF      |        |
|        | Stephen Kissa       | UGA  | DNF      |        |

1912: Hannes Kolehmainen ·
1920: Paavo Nurmi ·
1924: Ville Ritola ·
1928: Paavo Nurmi ·
1932: Janusz Kusociński ·
1936: Ilmari Salminen ·
1948: Emil Zátopek ·
1952: Emil Zátopek ·
1956: Vladimir Koets ·
1960: Pjotr Bolotnikov ·
1964: Billy Mills ·
1968: Naftali Temu ·
1972: Lasse Virén ·
1976: Lasse Virén ·
1980: Miruts Yifter ·
1984: Alberto Cova ·
1988: Brahim Boutayeb ·
1992: Khalid Skah ·
1996: Haile Gebrselassie ·
2000: Haile Gebrselassie ·
2004: Kenenisa Bekele ·
2008: Kenenisa Bekele ·
2012: Mo Farah ·
2016: Mo Farah ·
2020: Selemon Barega ·
2024: Joshua Cheptegei